# Elecciones parlamentarias de Burkina Faso de 1992
Las elecciones parlamentarias de Burkina Faso fueron realizadas el 24 de mayo de 1992. Fueron las primeras elecciones parlamentarias desde 1978 y las primeras bajo la constitución de 1991. El resultado fue la victoria de la Organización para la Democracia Popular - Movimiento Laborista (ODP-ML), el cual ganó 78 de los 107 escaños en la Asamblea Nacional.

## Contexto
En 1991, el presidente Blaise Compaoré permitió una democratización del país adoptando un sistema multipartidista, para el que nuevos partidos fueron creados (en su mayoría asociados al partido gobernante, la Organización para la Democracia Popular - Movimiento Laborista , ODP-MT). A pesar de ello, los partidos de oposición no se mostraron conformes con las reformas. Llamaron en la formación una conferencia nacional soberana, que gobernaría el país hasta el día de las elecciones. Compaoré no cedió a esta demanda, y las elecciones presidenciales se celebraron en diciembre (con un boicot de la oposición y en medio de violentas protestas). Las elecciones se convocaron inicialmente para el 9 de enero de 1991, pero tuvieron que posponerse hasta 1992.

## Campaña
Entre enero y mayo de 1992, se disolvió la Coordinación de Fuerzas Democráticas, el principal bloque de oposición; muchos de sus integrantes decidieron participar en las elecciones. Un total de 27 partidos políticos se registraron para competir en las elecciones, aunque sólo cuatro tuvieron candidatos en todas las provincias del país.

## Conducta
Según los observadores internacionales, las elecciones fueron en gran parte libres y justas, mientras que los partidos de oposición denunciaron un masivo fraude electoral.
La participación electoral fue de un 33.8%, un 25% más de participación que las pasadas elecciones presidenciales de 1991.

## Resultados
| Partido                                                                | Votos     | %    | Escaños |
| ---------------------------------------------------------------------- | --------- | ---- | ------- |
| Organización para la Democracia Popular-Movimiento Laborista           | 590.808   | 48.5 | 78      |
| Convención Nacional de Patriotas Progresistas -Partido Socialdemócrata | 146.530   | 12.0 | 12      |
| Congreso Democrático Africano                                          | 138.168   | 11.3 | 6       |
| Alianza por la Democracia y la Federación                              | 105.950   | 8.7  | 4       |
| Partido Independiente Africano                                         | 50.418    | 4.1  | 2       |
| Bloque Socialista de Burkina Faso                                      | 28.667    | 2.4  | 0       |
| Grupo de Demócratas Patrióticos                                        | 22.820    | 1.9  | 0       |
| Movimiento por la Tolerancia y el Progreso                             | 22.050    | 1.8  | 0       |
| Partido Socialista de Burkina Faso                                     |           |      | 1       |
| Movimiento de Demócratas Progresistas                                  |           |      | 1       |
| Movimiento de Socialdemócratas                                         |           |      | 1       |
| Agrupación de Socialdemócratas Independientes                          |           |      | 1       |
| Unión de Socialdemócratas                                              |           |      | 1       |
| Nueva Socialdemocracia                                                 |           |      | 0       |
| Verdes Unidos para el Desarrollo de Burkina Faso                       |           |      | 0       |
| Votos en blanco/nulos                                                  | 40.962    | –    | –       |
| Total                                                                  | 1.260.107 | 100  | 107     |
| Participación electoral                                                | 3.727.843 | 33.8 | –       |
| Fuente: Nohlen et al.                                                  |           |      |         |

De los 107 diputados electos, 101 eran hombres y 6 eran mujeres. El nuevo parlamento tuvo 17 profesores/inspectores de escuela, 12 gerentes, 12 profesores, 12 ingenieros, 5 médicos, 5 juristas, 5 economistas y 5 empresarios, mientras que los otros 34 diputados pertenecían a otras categorías profesionales.

## Consecuencias
Tras las elecciones, Youssouf Ouedraogo se convierte en Primer ministro de Burkina Faso. El 20 de junio de 1992, se presenta a los 7 miembros del gabinete a nivel nacional.